# Ober Gabelhorn
Ober Gabelhorn (lub Obergabelhorn) – szczyt w Alpach Pennińskich, w masywie Obergabelhorn - Zinalrothorn. Leży w Szwajcarii, w kantonie Valais, niedaleko granicy z Włochami. Szczyt można zdobyć ze schronisk: Rothorn Hut (3198 m), Cabane du Mountet (2886 m) oraz Bivacco Arben (3224 m). Znajduje się w pobliżu Dent Blanche i Zinalrothorn. Góruje nad lodowcem Glacier de Zinal.
Pierwszego wejścia dokonali A. W. Moore, Horace Walker i Jakob Anderegg 6 czerwca 1865 r.